# Ses Païsses
Ses Païsses è un insediamento talaiotico dell'età del bronzo e del ferro situato nel comune di Artà, a nord-est di Maiorca.

## Descrizione
I primi scavi del sito di Ses Païsses furono condotti dagli archeologi Giovanni Lilliu ed Enrico Atzeni tra il 1959 e il 1963. Sappiamo che questo villaggio talaiotico ha avuto diverse fasi costruttive con un intervallo di secoli. 
Il talaiot centrale, probabilmente la sede del capo tribù, venne eretto tra il 1300 e il 1000 a.C.. Questa costruzione ciclopica di pianta circolare e di circa 12 metri di diametro ha un'altezza di circa 4 metri. La cosiddetta "sala ipostila" si trova ad est del talaiot ed è connessa ad'esso attraverso un corridoio e una piccola porta.
La muraglia che circonda il villaggio, così come la sala ipostila, è di epoca posteriore rispetto al talaiot. È lunga circa 350 metri e raggiunge un'altezza di circa 3.5 metri. Aveva tre porte d'accesso di cui una principale.

## Galleria d'immagini

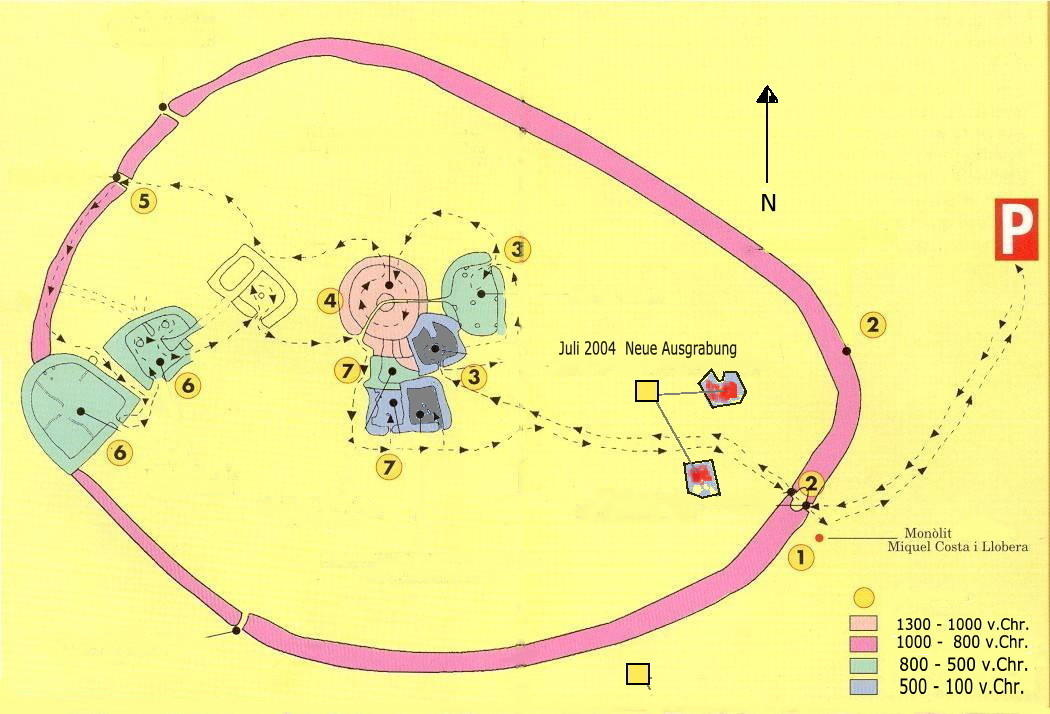
Pianta e cronologia costruttiva del sito
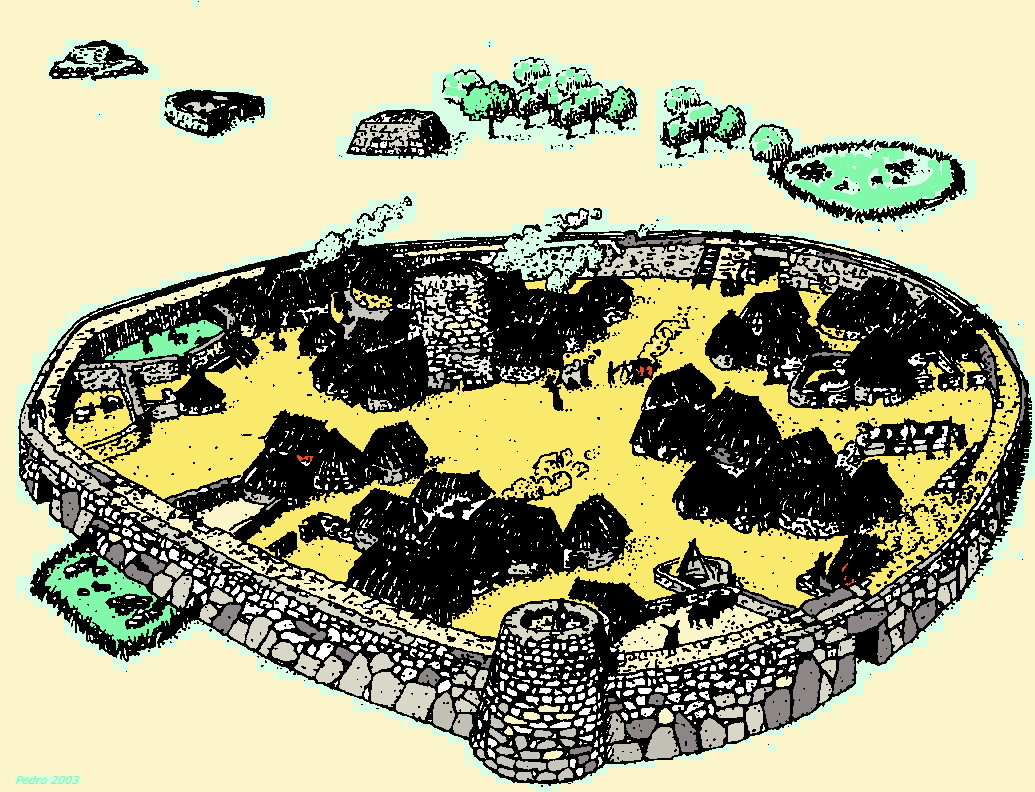
Ricostruzione del villaggio
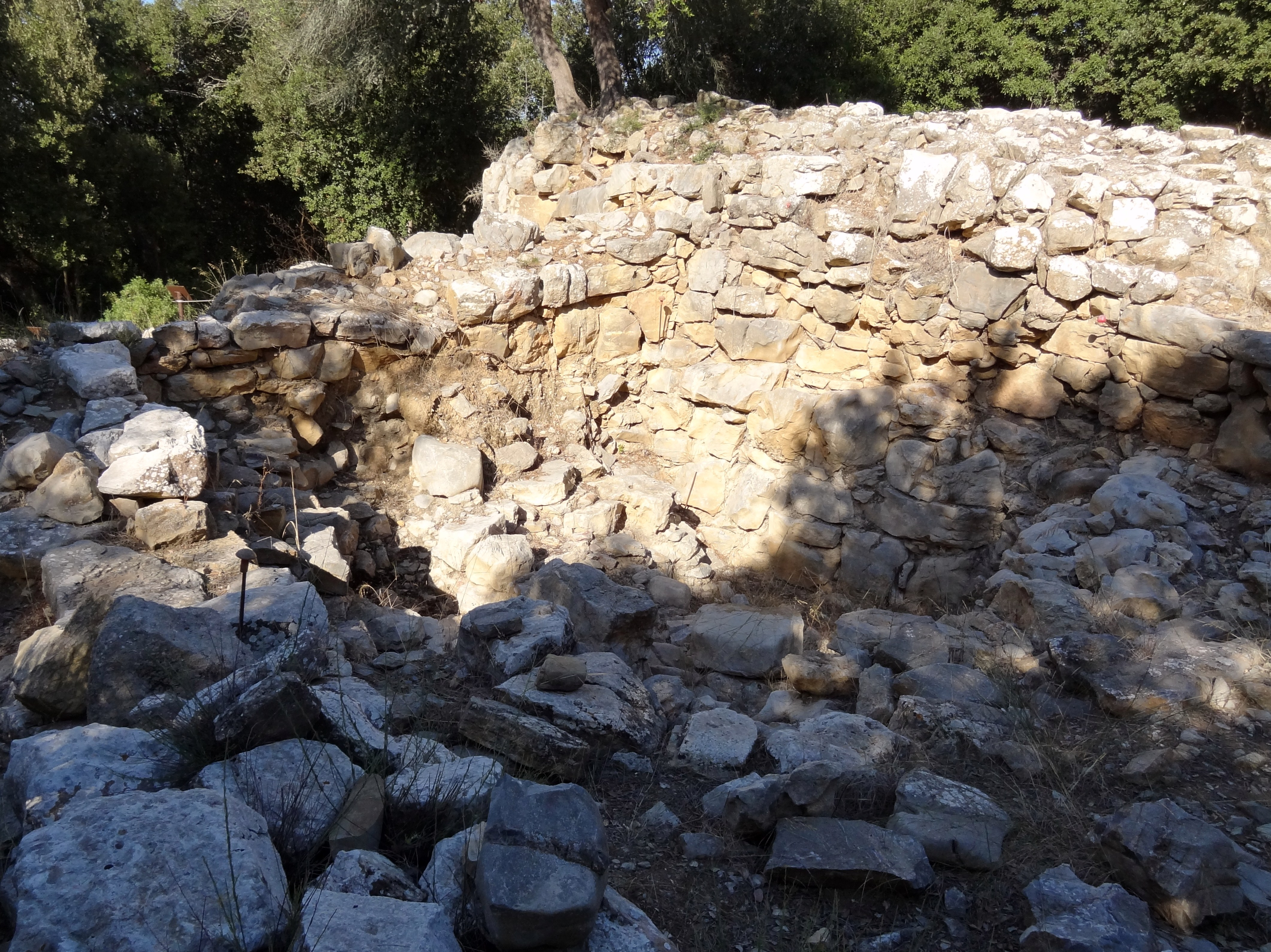
Il talaiot
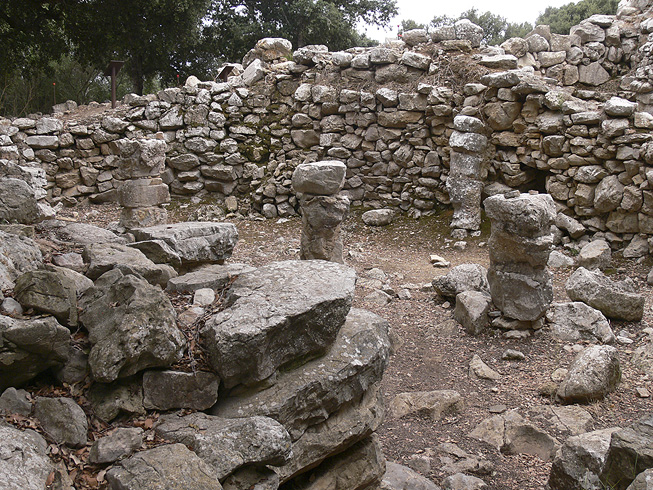
Sala ipostila
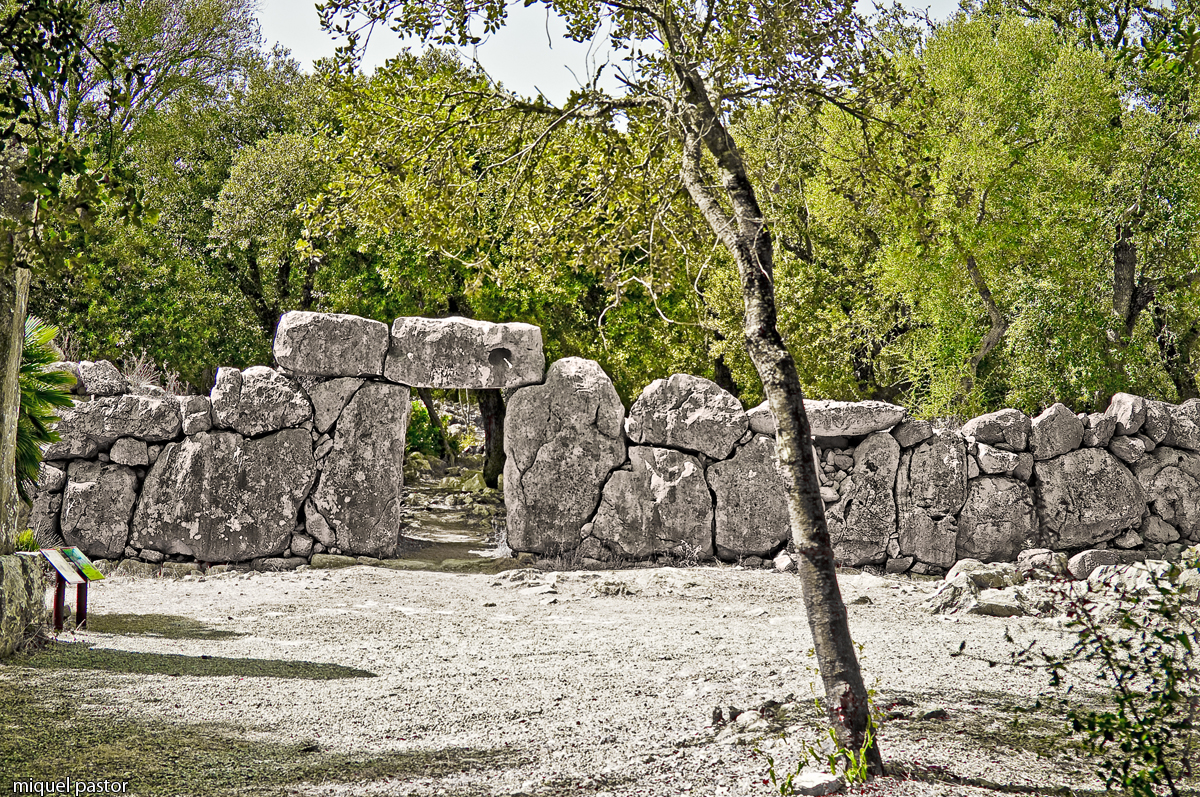
Muraglia